# La Dent
La Dent (französisch für Der Zahn) ist eine 10 m hohe Felseninsel am nordöstlichen Ende des Géologie-Archipels vor der Küste des ostantarktischen Adélielands. Sie liegt in der Baie Pierre Lejay.
Französische Wissenschaftler benannten sie 1958 nach ihrer Form.